# Jahrbuch des Vorarlberger Landesmuseumsvereins
Das Jahrbuch des Vorarlberger Landesmuseumsvereins ist ein mit variierenden Titeln ab 1859 in der österreichischen Stadt Bregenz vom Vorarlberger Museumsverein herausgegebenes Jahrbuch. Nachgewiesen ist die insbesondere die Region Vorarlberg behandelnde Zeitschrift, beginnend unter dem Titel Rechenschaftsbericht des Ausschusses des Vorarlberger Museums-Vereins in Bregenz, ab der 1858 datierten, jedoch erst 1859 erschienenen ersten Ausgabe bis in die Gegenwart, allerdings mit Unterbrechungen, so etwa zwischen 1942 und 1947. Seit einigen Jahren erscheint das Jahrbuch unter dem Titel Museumsverein Jahrbuch.
Historische Jahrgänge sind online auf ANNO – AustriaN Newspapers Online (ANNO-plus) durchsuchbar und lesbar.